# Gur-e Emir

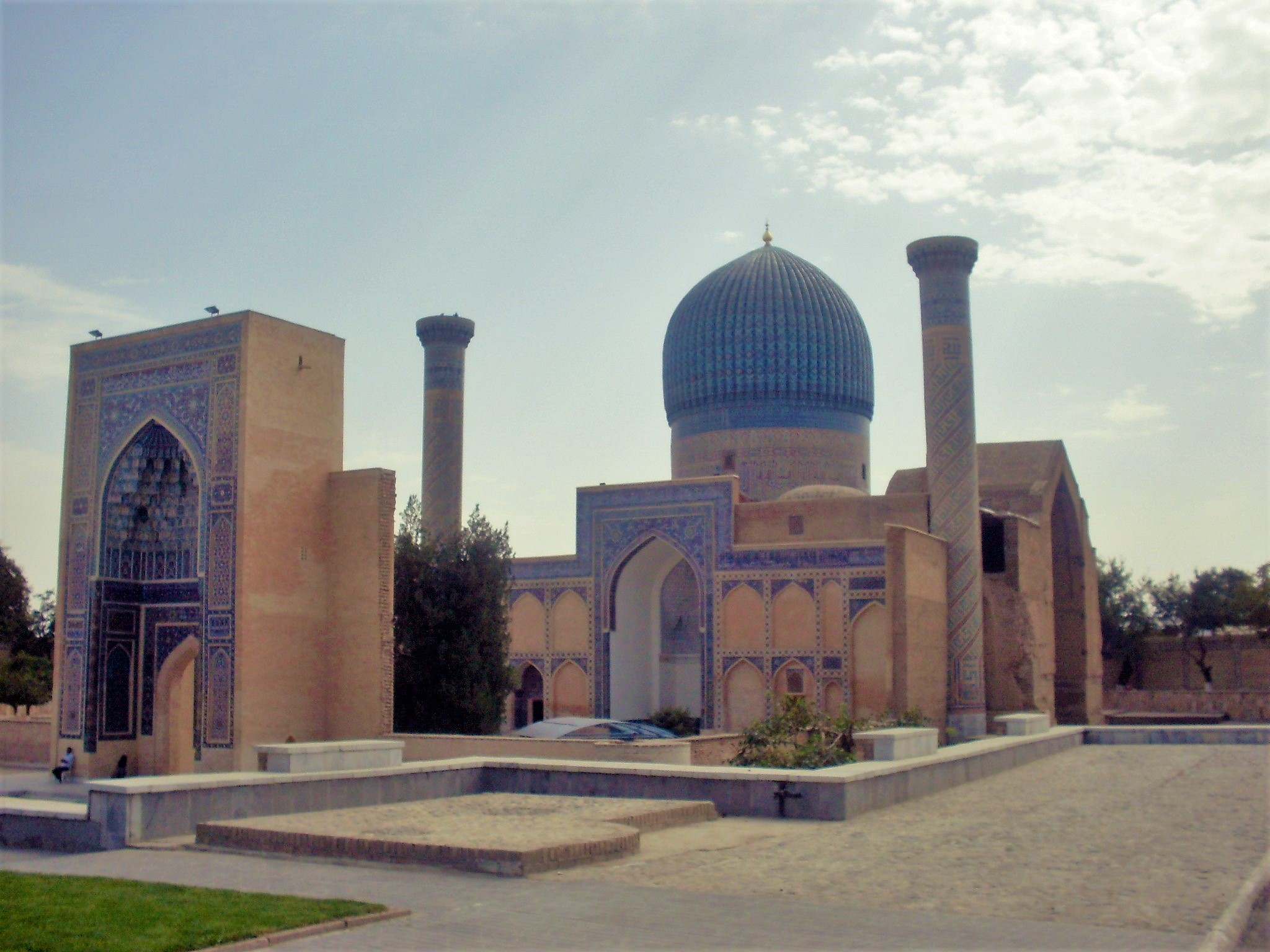
De Gur-e Emir

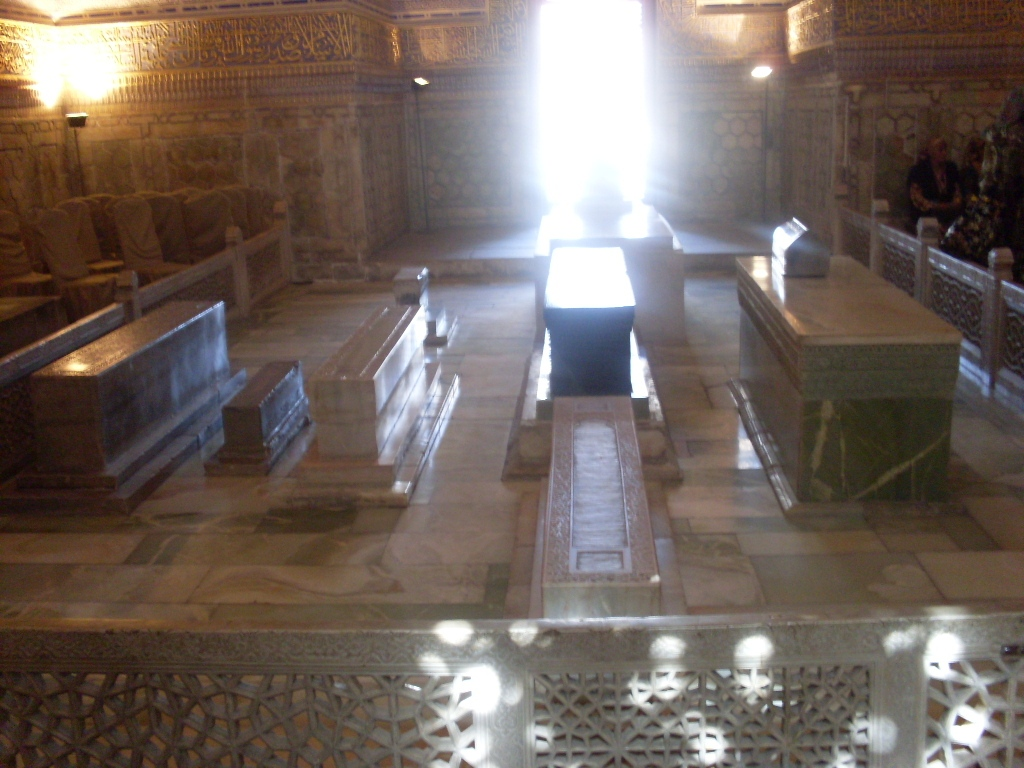
De Gur-e Emir

De Gur-e Emir (Perzisch: گور امیر; ook Gur-e Amir) is het mausoleum van de Turks-Mongoolse veroveraar Timoer Lenk in Samarkand, gelegen in het huidige Oezbekistan. Het gebouw neemt een belangrijke plaats in in de geschiedenis van de Islamitische architectuur als een voorganger en voorbeeld van Humayuns tombe in Delhi en de Taj Mahal in Agra, gebouwd door Timoers erfgenamen, de Mogols. Het is grotendeels gerestaureerd.

## Bouw
Gur-e Emir is het Perzisch voor "Graf van de Koning". Dit architectonisch complex met zijn azuurblauwe koepel bevat het graf van Timoer Lenk, zijn zonen Shah Rukh en Miran Shah en kleinzonen Ulugh Bey en Mohammed Sultan. Verder is Sayyid Baraka, de leermeester van Timoer Lenk vereerd met een plaats in het graf.
Het oudste deel van het complex, is aan het eind van de 14e eeuw gebouwd in opdracht van Mohammed Sultan. Dat zijn de fundamenten van de madrassa en khānegāh, de hoofdingang en een deel van een van de vier minaretten.
De bouw van het mausoleum begon in 1403 na de plotselinge dood van Mohammed Sultan, Timoer Lenk's troonopvolger en zijn geliefde kleinzoon, voor wie het was bestemd. Timoer Lenk had voor zichzelf een kleiner graf gebouwd in Shahrisabz, dicht bij zijn Ak-Saray paleis. Toen hij in 1405 overleed tijdens zijn militaire expeditie naar China, waren de passen naar Shahrisabz onbereikbaar door sneeuwval, zodat hij in plaats van Shahrisabz hier begraven werd. Ulugh Bey, een andere kleinzoon van Timoer Lenk heeft het werk voltooid. Tijdens zijn bewind werd het mausoleum het familiegraf van de Timoeridendynastie.